# IXS Enterprise
Die IXS Enterprise ist ein von dem NASA-Ingenieur Harold G. White entworfenes, konzeptionelles, interstellares, superluminales Raumfahrzeug. Nach vorherrschender wissenschaftlicher Meinung kann ein solches Raumfahrzeug nicht funktionieren, da keine Fortbewegung mit Überlichtgeschwindigkeit möglich ist.

## Hintergrund
Das Konzept wurde auf der SpaceVision 2013 vorgestellt. Für dieses theoretische Raumfahrzeug wurde eine modifizierte Version des Alcubierre-Antriebs verwendet. White führte das „White-Juday-Warp-Field-Interferometer-Experiment“ (ein Experiment nach Art eines Michelson-Morley-Interferometers) durch, mit dem er einen Nachweis für die Möglichkeit von Warp-Reisen im Alcubierre-Stil erbringen wollte. Der Alcubierre-Antrieb soll exotische Materie (nicht zu verwechseln mit Antimaterie) nutzen, um schneller als Licht zu reisen.
Während das theoretische Konzept bereits seit 2013 existiert, wurde ein Designvorschlag für das IXS Enterprise im Juni 2014 bekannt, nachdem eine Reihe von Medien über das Konzeptkunstwerk des niederländischen Künstlers Mark Rademaker in Zusammenarbeit mit der NASA berichtet hatten. Laut Mark Rademaker wurden über 1600 Stunden für das von ihm geschaffene Konzeptkunstwerk aufgewendet.
Die zum Betrieb des Warpantriebs erforderliche Energie ist laut White ungefähr die negative Energie-Äquivalenz einer Masse von etwa 700 Kilogramm. Bei Verwendung von {\displaystyle E=mc^{2}} entsprechen -700 Kilogramm Masse etwa -63 Exajoule Energie (diese Zahl sei nicht endgültig und könne weiter reduziert werden). Das Schiff soll zwei dicke äußere Ringe (zur Reduzierung der erforderlichen Energie) haben, die das Warpfeld erzeugen: eine Kontraktion des Raums vor dem Schiff und eine Expansion des Raums hinter dem Schiff. Der Raum innerhalb der Ringe soll so optimiert sein, dass mehr Platz für Ladung, Besatzung und Ausrüstung zur Verfügung steht.